# Estat d'Oaxaca
L'estat d'Oaxaca és un dels 31 estats de Mèxic, localitzat a l'Istme de Tehuantepec. Limita a l'oest amb l'estat de Guerrero, al nord-oest amb l'estat de Puebla, al nord amb l'estat de Veracruz, a l'est amb Chiapas i al sud amb l'oceà Pacífic. El nom de l'estat prové del nàhuatl huaixiacac, que en català significa "en la punta dels guajes". El "guaje" és un arbre de la regió que produeix beines vermelles. Oaxaca és la llar històrica dels pobles zapoteques i mixteques. El president Benito Juárez, era originari del poble San Pablo Guelatao, d'aquest estat, i fou el primer president d'origen indígena del continent americà.

## Història
La capital de l'estat és la ciutat d'Oaxaca de Juárez, originalment anomenada Nova Antequera. L'estat està dividit en 570 municipis (és l'estat amb el nombre més gran de municipis a Mèxic). La principal activitat econòmica és l'agricultura; es produeix canya de sucre, llimona, taronja, alfals, ordi, blat de moro, alvocat, pinya americana, arròs, meló, síndria, maguei (atzavara) i tabac. La indústria turística és molt important: la ciutat d'Oaxaca és una de les principals destinacions d'arquitectura colonial del país. A l'estat també es troben les platges de Huatulco i Puerto Escondido. Més del 30% de la població de l'estat parla una llengua ameríndia, principalment el mixtec, zapotec, el mazateca, el mixe i el txinanteca. A Oaxaca es parlen més llengües ameríndies que no pas a qualsevol altre estat del país.